# 中国职业安全健康协会
中国职业安全健康协会是中华人民共和国职业安全健康与安全生产工作者组成的群众性学术团体，是中国科学技术协会主管的社会团体，前身是1983年成立的中国劳动保护科学技术学会。